# NGC 7791
NGC 7791 في الفهرس العام الجديد، هو نجم ثنائي، يقع في كوكبة الفرس الأعظم. اكتشف في 10 أكتوبر 1830 . بواسطة جون هيرشل .

## روابط خارجية
- NGC 7791 على موقع ويكي سكاي: DSS2, SDSS, GALEX, IRAS, Hydrogen α, X-Ray, Astrophoto, Sky Map, Articles and images